# Regentenstraße 43 (Mönchengladbach)

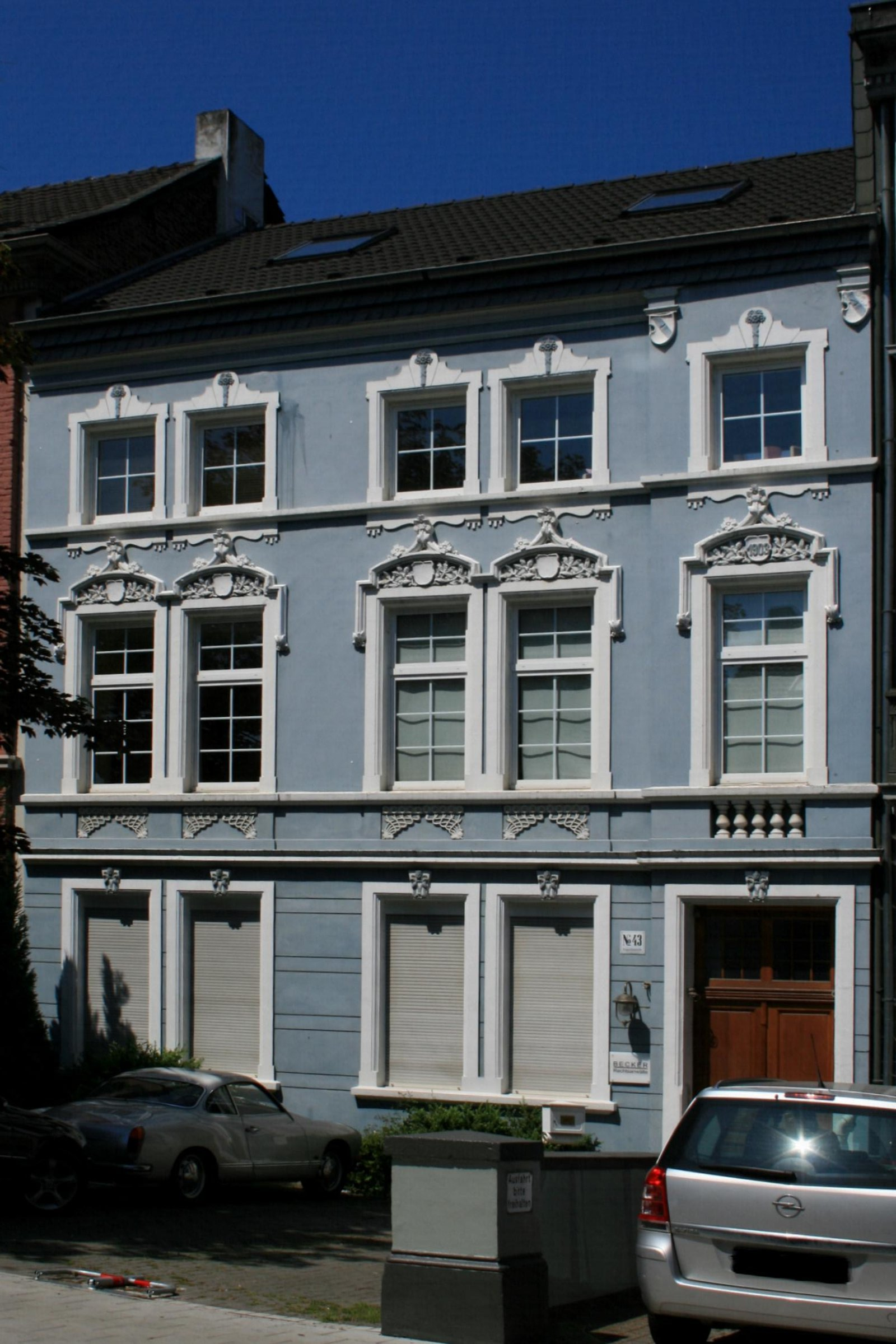
Wohnhaus und Vorgarten

Das Wohnhaus Regentenstraße 43 steht im Stadtteil Eicken in Mönchengladbach (Nordrhein-Westfalen).
Das Gebäude wurde um 1900 erbaut. Es wurde unter Nr. R 047 am 17. Mai  1989 in die Denkmalliste der Stadt Mönchengladbach eingetragen.

## Architektur
Das Gebäude liegt an der Nordseite der Regentenstraße im Stadtteil Eicken als Teil einer historischen Baugruppe ähnlicher Häuser. Bei dem Objekt handelt es sich um ein dreigeschossiges, fünfachsiges und traufenständiges Wohnhaus. Das Haus wurde 1903 erbaut.